# Deidre Freeman
Deidre Freeman (Grinnell, 26 de agosto de 1988) é uma saltadora estadunidense. 
Representou seu país nos Jogos Pan-Americanos de 2015 em Toronto, ganhando um bronze no trampolim 3 m sinc..